# Keystone Studios

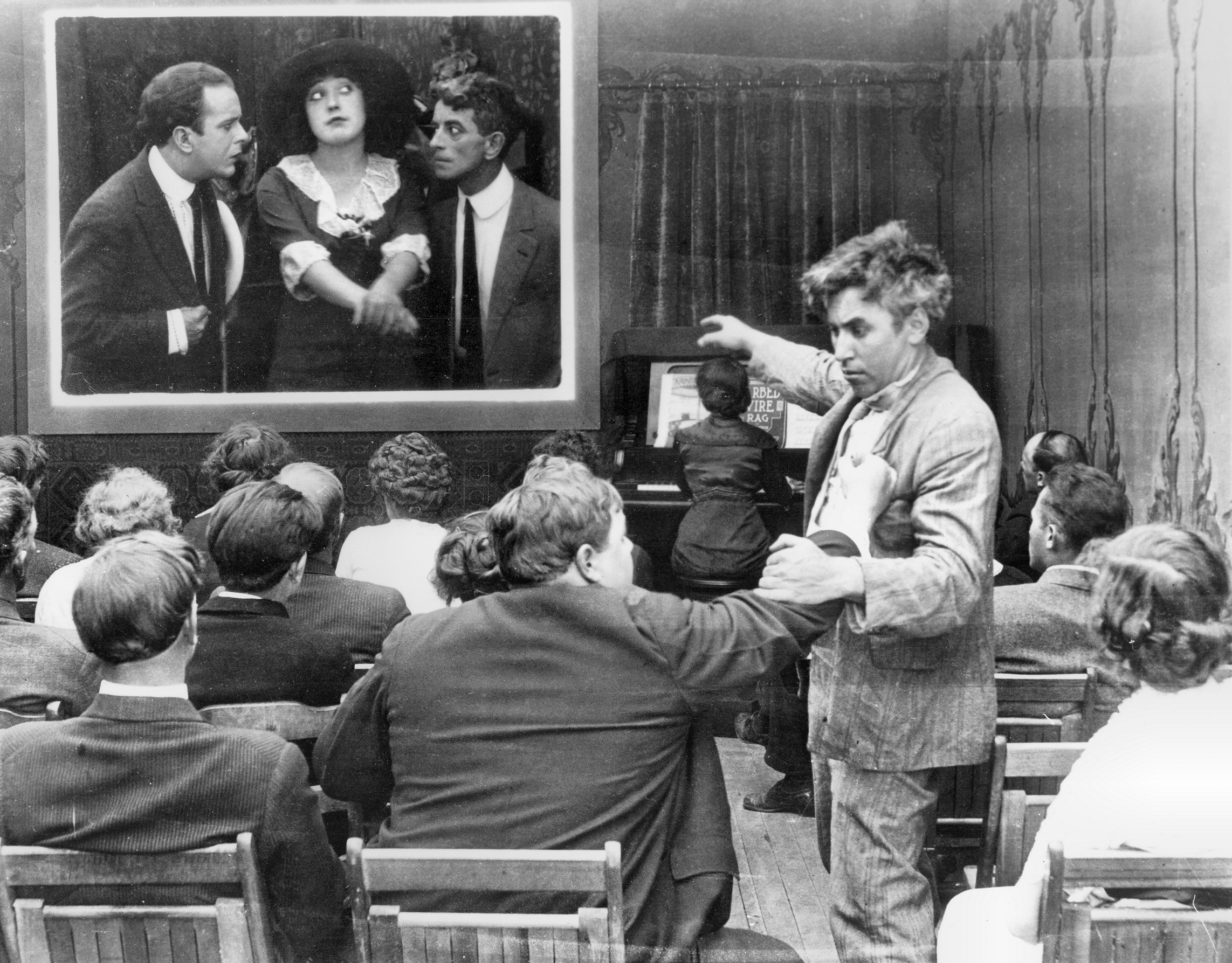
Publiczność oglądająca Mabel’s Dramatic Career (1913) z Normand na ekranie; na 1. planie szarpiący się Roscoe Arbuckle i Sennett.

Keystone Studios – wytwórnia filmowa z siedzibą w Edendale (dzielnica Los Angeles), w Stanach Zjednoczonych działająca w latach 1912–1935.

## Historia
Wytwórnia założona została 4 lipca 1912 roku jako Keystone Pictures Studio.
Twórcą przedsiębiorstwa był Mack Sennett, a pomagali mu: Adam Kessel (1866–1946) i Charles O. Baumann (1874–1931), właściciele New York Motion Picture Company.
Przedsiębiorstwo przez kilka lat realizowało zdjęcia w okolicy Glendale Boulevard w Silver Lake. W latach 1912–1915 filmy dystrybuowane były przez Mutual Film Corporation.

Główny budynek wytwórni był pierwszym w historii całkowicie zamkniętym studiem filmowym; pozostał on na miejscu i zlokalizowany jest przy 1712 Glendale Blvd. (wcześniejsza nazwa tego odcinka drogi: Allesandro Ave.).

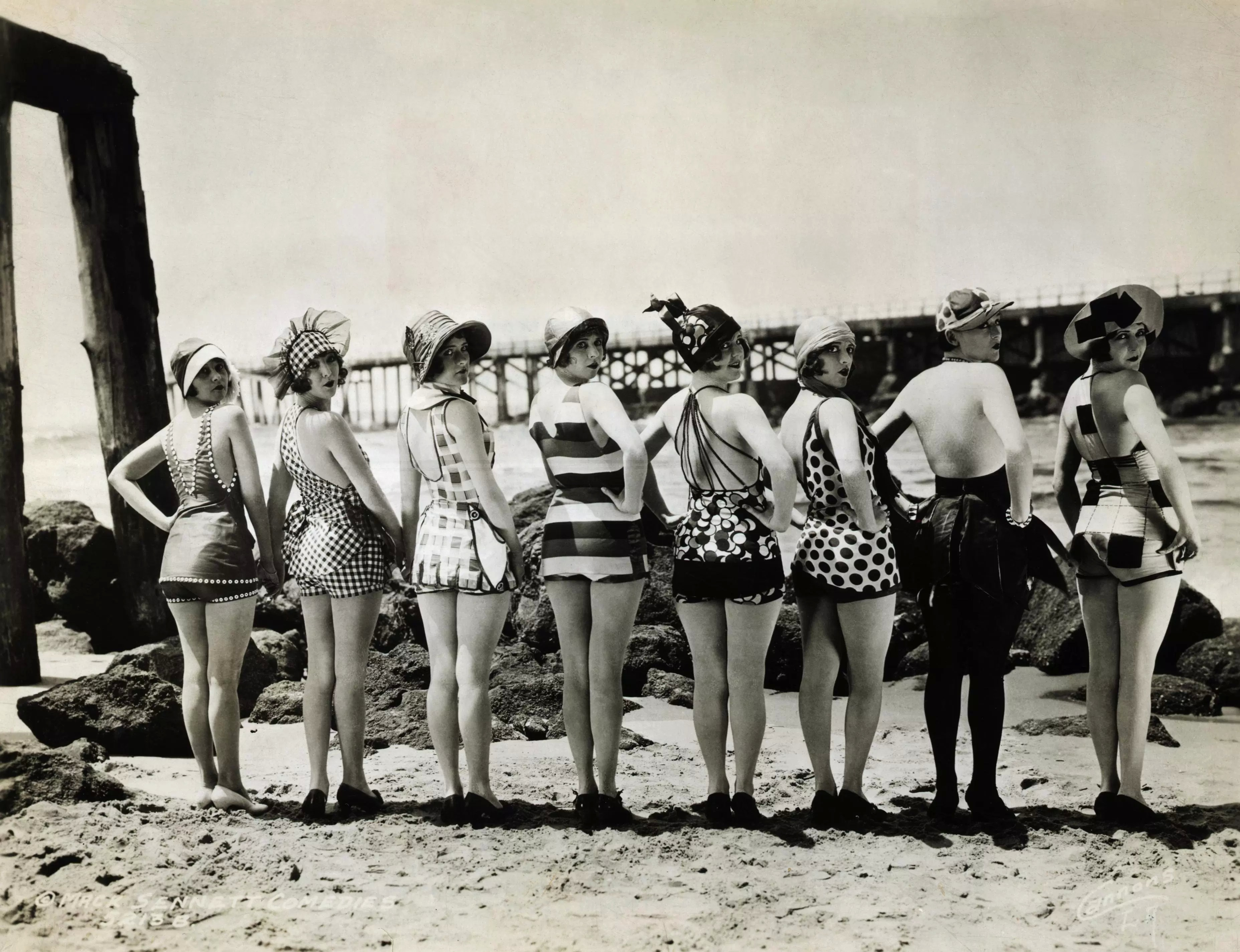
„Sennett’s Bathing Beauties”

Kiedy Sennett zaczął tworzć slapstickowe komedie z udziałem Keystone Cops (od 1912) i Bathing Beauties (od 1915) studio stało się popularne. Charlie Chaplin został zatrudniony przez Sennetta przy filmach niemych w Keystone Studios, zaraz po jego przygodzie w wodewilu.
W 1915 roku przedsiębiorstwo Keystone Studios stało się niezależnym oddziałem produkcyjnym należącym do Triangle Film Corporation, studia założonego przez Sennetta, D.W. Griffitha i Thomasa Ince’a. W 1917 roku Sennett zrezygnował z Keystone i założył niezależne przedsiębiorstwo.
Wielu popularnych aktorów rozpoczynało swoje kariery w Keystone Studios, m.in. Marie Dressler, Harold Lloyd, Mabel Normand, Roscoe Arbuckle, Gloria Swanson, Louise Fazenda, Raymond Griffith, Ford Sterling, Harry Langdon, Al St. John i Chester Conklin.
W 1917 roku Sennett, będąc już dobrze znanym w branży, opuścił studio by rozpocząć produkcję własnych filmów i nawiązał współpracę z wytwórnią Paramount. Po odejściu Sennetta wytwórnia zaczęła podupadać, a w 1935 roku ogłoszono bankructwo Keystone Studios.